# Arctia domiduca
Arctia domiduca là một loài bướm đêm thuộc phân họ Arctiinae, họ Erebidae.